# Better (canção de Kerli)
Better é uma canção da cantora estoniana Kerli. Lançada em 18 de janeiro de 2019 pela Seeking Blue, como o segundo single do seu terceiro álbum de estúdio, Shadow Works (2019).

## Antecedentes e anúncio
Através do PledgeMusic, a equipe de Kerli anunciou que três singles seriam lançados antes do álbum. O primeiro, "Savages", foi lançado em 30 de novembro de 2018, enquanto o segundo seria lançado em janeiro de 2019, e o terceiro no mês seguinte, semanas antes do lançamento do álbum em 22 de fevereiro de 2019.
A Kerli anunciou através de uma live em seu Instagram que o single a ser lançado seria "Better". Mais tarde, ela anunciou através de outra live em seu Instagram, transmitido em 16 de janeiro, que a música seria lançada em 18 de janeiro.

### Capa
A capa oficial do single foi postada em partes em sua conta oficial no Instagram. A primeira dela foi postada no dia 14 de janeiro de 2019, juntamente com a legenda "18.01.19", a suposta data do lançamento da canção, 18 de janeiro de 2019. No decorrer dos dias, foi formando assim então um mosaico, onde se podia ver a capa da canção. No dia 18 de janeiro, Kerli postou a capa da canção, juntamente com outras duas fotos da letra de "Better". Nela, pode-se ver Kerli sentada sobre uma caixa preta, com uma make dark pesada, usando um look conceitual, com um cabelo negro estilo "Joãozinho" todo lambuzado de gel, mãos pintadas de tinta preta com garras enormes e afiadas, usando uma bota plataforma excêntrica preta de cano alto.